# 伊拉克多國兵團
伊拉克多國兵團（英語：Multi-National Corps – Iraq，MNC-I）為伊拉克多國部隊的下屬單位，多國部隊負責處理戰略層面的問題，而多國兵團負責戰術上的指揮作戰，而大部分皆由美軍組成。多國兵團最初由五個師組成，巴格達多國師（MND-B）、北方多國師（MND-N）、西方多國師（MND-W）、中央多國師（MND-C）、東南多國師（MND-SE）。
2010年1月，伊拉克多國部隊、伊拉克多國兵團、伊拉克多國安全過渡司令部整合為駐伊拉克美軍，東南多國師（MND-SE）也改為南方多國師（MND-S）。